# Lac de Saint-Sixte
Le lac de Saint-Sixte est un lac dauphinois, situé à 38 km au nord de Grenoble, sur le territoire la commune de Merlas en Isère, en région Auvergne-Rhône-Alpes. Le lac se situe également dans le Parc naturel régional de Chartreuse.
Cette modeste étendue d'eau d'une surface légèrement supérieure à cinq hectares, formée par la présence d'un drumlin, est située dans une zone forestière peu peuplée et assez éloignée des grandes agglomérations. Le site du lac est perché à 700 mètres d'altitude au nord du plateau jurassien du Grand Ratz, au pied du Col des Mille Martyrs, non loin du massif de la Chartreuse.
Le lac de Saint-Sixte est situé dans un hameau éponyme, ancienne paroisse sous l'Ancien Régime, a été immortalisé par l'écrivain français Christian Bobin grâce à son roman dénommé Geai et publié en 1998. Des découvertes de nature archéologique effectuée dans le secteur immédiat du lac ont permis de constater une présence humaine à l'époque romaine. Le site du lac appartenait également à une zone de maquis durant la Seconde Guerre mondiale.

## Présentation géographique

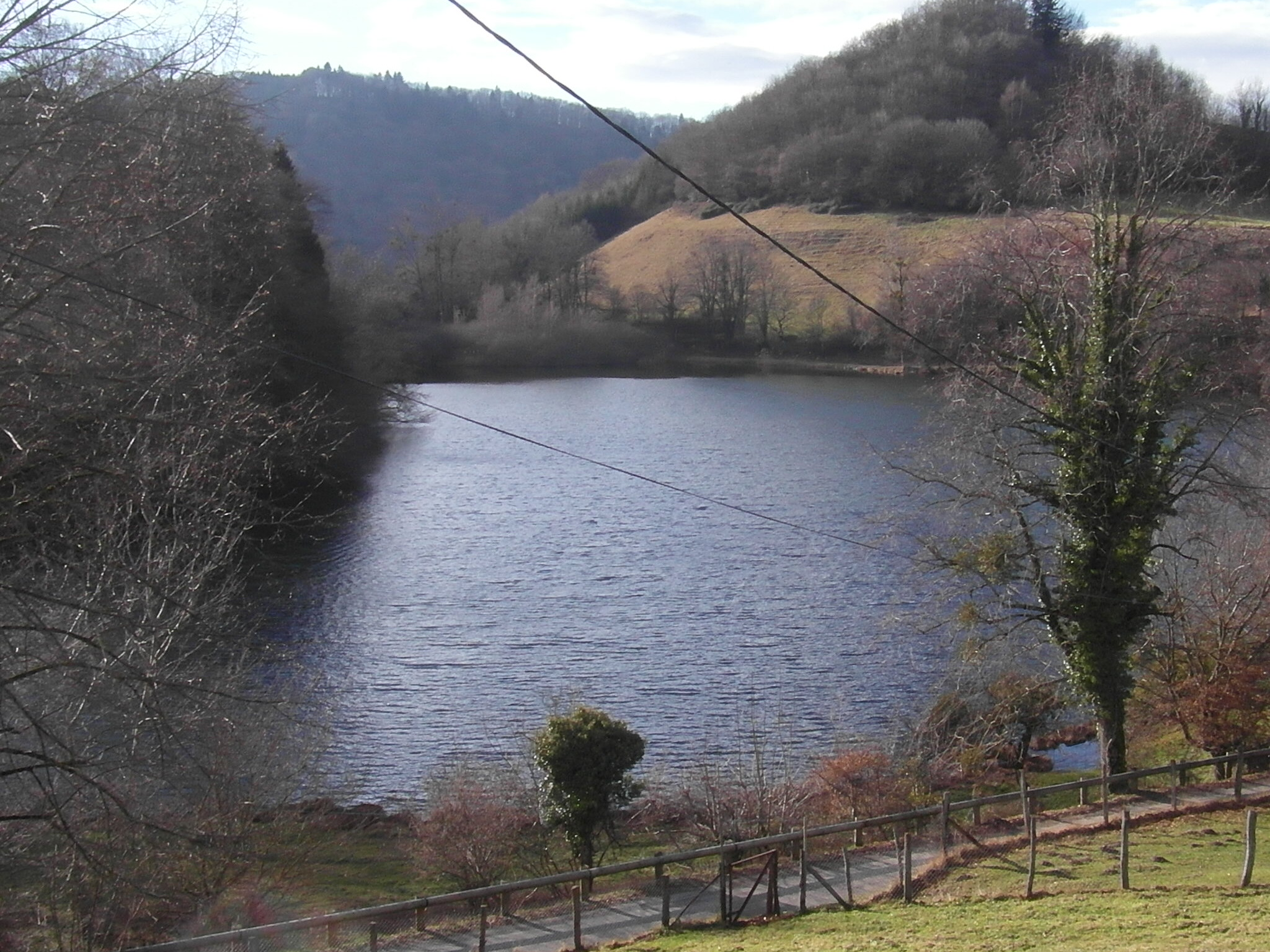
Lac de Saint-Sixte en janvier 2018

### Situation et Description
Ce petit lac naturel, d'une superficie de 5,64 ha, est situé sur le plateau et la commune de Merlas dans le département de l'Isère.
Le lac, de forme inégalement triangulaire, bordé par une tourbière et entouré de forêts, se situe sur une hauteur culminant à plus de 700 m dominant la vallée de l'Ainan et la petite ville de Saint-Geoire-en-Valdaine. Un petit village, hameau de la commune rurale de Merlas, avec son église et son cimetière jouxte le lac.
C'est l'office de tourisme de la communauté d'agglomération du Pays voironnais qui gère l'accueil et le renseignement des randonneurs, visiteurs et autres touristes intéressés par le site.
Des panneaux ont été installés sur les berges du lac par la mairie de Merlas afin de signifier aux visiteurs l'interdiction de pratiquer la baignade ou la pêche dans ses eaux.

### Climat
Le site du lac de Saint-Sixte bien que d'altitude relativement modeste, connait un nombre assez important de jours de gel, de neige ou de brouillard. Les deux tableaux, ci-dessous, indiquent les températures enregistrées sur cinq ans d'intervalle sur le territoire de Merlas, commune où est situé le lac.

#### Tableaux des températures
- Températures minimales et maximales enregistrées en 2010 à Merlas

| Mois                              | jan. | fév. | mars | avril | mai  | juin | jui. | août | sep. | oct. | nov. | déc. |
| --------------------------------- | ---- | ---- | ---- | ----- | ---- | ---- | ---- | ---- | ---- | ---- | ---- | ---- |
| Température minimale moyenne (°C) | −2,3 | 0,3  | 2,7  | 5,1   | 9,6  | 13,2 | 15,9 | 13,8 | 9,2  | 7,3  | 3,1  | −2,6 |
| Température maximale moyenne (°C) | 4    | 7,4  | 12   | 18,7  | 18,7 | 24,3 | 30   | 25,6 | 21,8 | 16,2 | 10,6 | 4,1  |

- Températures minimales et maximales enregistrées en 2015 à Merlas

| Mois                              | jan. | fév. | mars | avril | mai  | juin | jui. | août | sep. | oct. | nov. | déc. |
| --------------------------------- | ---- | ---- | ---- | ----- | ---- | ---- | ---- | ---- | ---- | ---- | ---- | ---- |
| Température minimale moyenne (°C) | −0,2 | −0,5 | 3,1  | 6     | 10,5 | 14,3 | 15,7 | 14,8 | 10,4 | 6,7  | 2,7  | −0,6 |
| Température maximale moyenne (°C) | 7,3  | 7,6  | 13,7 | 18,4  | 21,8 | 27,1 | 31,5 | 27,4 | 21,6 | 16   | 12,5 | 9,5  |

### Accès

#### Voies routières
Le petit village de Saint-Sixte, qui borde le lac, est traversé par la RD49C qui relie Saint-Nicolas-de-Macherin (Lieu-dit "le Pilon") à Saint-Bueil (RD82, route du Pont-de-Beauvoisin).
La commune de Merlas est desservie par une ligne du réseau Transports du Pays voironnais, service public de transport en commun centré sur la ville de Voiron. Il s'agit de
la ligne interurbaine TAD (« transport à la demande ») E1 qui relie Merlas à Saint-Geoire-en-Valdaine et Voiron.

#### Voies ferrées
Les deux gares ferroviaires les plus proches du lac de Saint-Sixte sont la gare de Pont-de-Beauvoisin et la gare de Voiron.

## Géologie
Le lac est situé sur le prolongement septentrional du « chaînon de Ratz » ou plateau du Grand-Ratz, un petit plateau calcaire situé à l'extrémité sud du massif du Jura, à la limite du massif de la Chartreuse, mais en dehors de celui-ci.
Ce plateau est composé de calcaires du Jurassique supérieur et du Crétacé inférieur. Le sommet de ce chaînon où se situe cette étendue d'eau est garnie par un chapeau d'alluvions glaciaires anciennes. C'est une petite moraine médiane déposée durant une courte stagnation du glacier dénommé drumlin qui ont permis sa formation.

## Toponymie
Le nom du village et du lac fait référence à Sixte de Reims, évêque de Reims du IIIe siècle. Il a été proclamé saint de l'Église catholique.

## Histoire

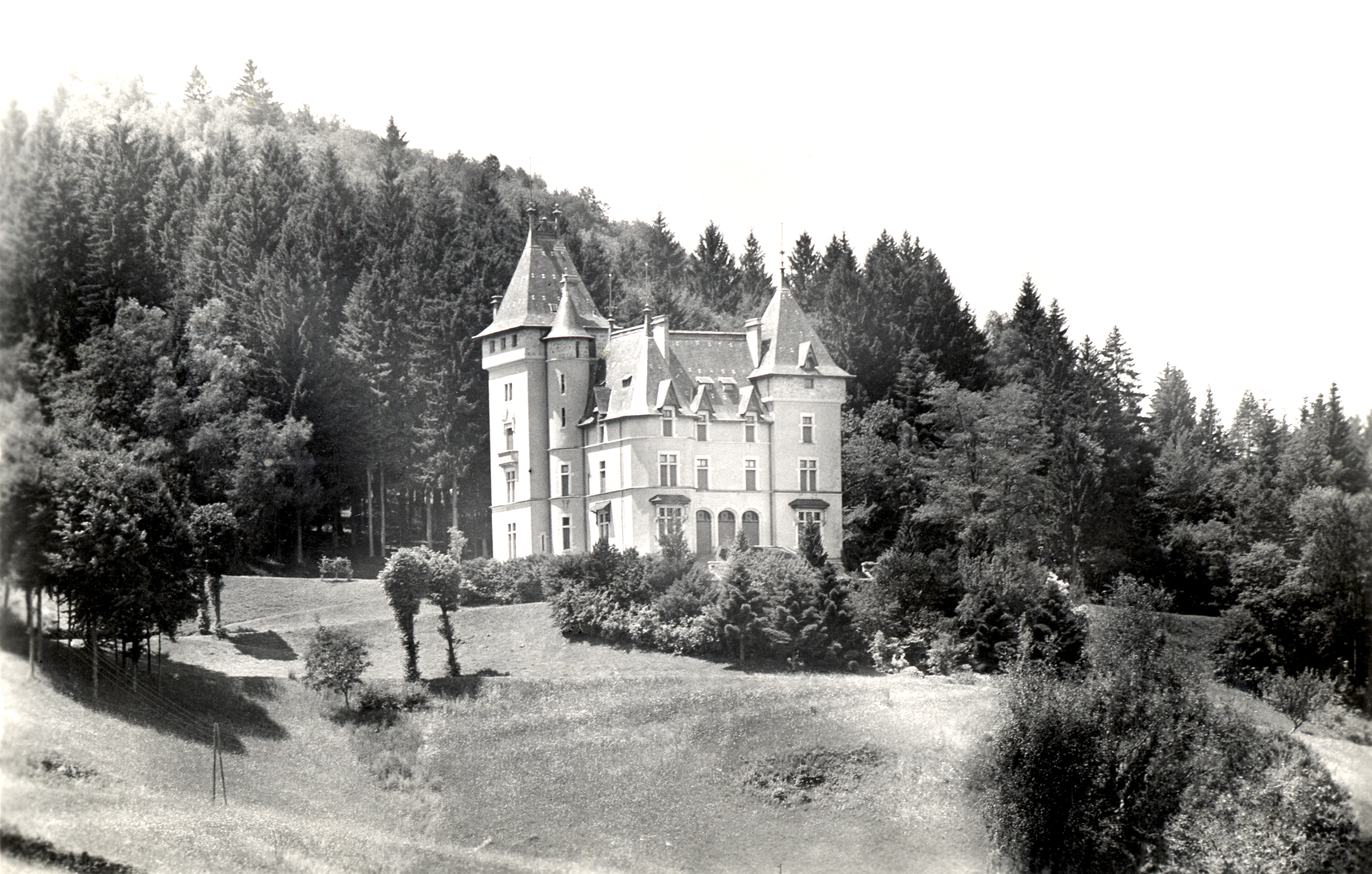
Château de Saint-Sixte en 1910

### Préhistoire et Antiquité
De nombreuses médailles datant de l'époque romaine aux effigies de Jules César et de l'empereur Auguste ont été retrouvés aux abords immédiats du lac

### Moyen Âge, Renaissance et Temps Modernes
Durant le Moyen Âge, Saint Sixte et son lac firent partie de la communauté de Hautefort, le château (datant du XVe siècle) de cette famille est encore visible sur le territoire de la commune voisine de Saint-Nicolas-de-Macherin
Dans la période qui précède la Révolution, Saint-Sixte est une paroisse indépendante mais l'Assemblée constituante décide de rattacher cette paroisse et celle de Merlas à la commune de Saint-Geoire-en-Valdaine, nouvellement créée. À la fin de l'année 1790 et à la suite d'une demande des citoyens effectuée auprès du Conseil Général, Merlas et Saint-Sixte forment une commune indépendante, sous le nom de Merlas, auquel le village de Saint-Sixte est toujours rattaché en 2020,.

### Époque contemporaine

#### La Seconde guerre mondiale
Durant l'occupation allemande, de nombreux jeunes français de la région sont appelés pour contribuer au STO. Certains d'entre eux sont réfractaires et cherchent refuge dans les campagnes. Petit à petit, ces groupes s'organisent en mouvements de résistance à l'occupant. Un groupe dénommé AZUR se met en place dans le secteur de Saint-Sixte et celui-ci est dirigé par Élysé Billon-Laroute, ancien maire de Merlas. En avril 1944, ce mouvement reçoit des armes grâce à un parachutage des alliés, mais à la suite d'une dénonciation, les combattants sont menacés par les hommes de la Wehrmacht et le château de Saint-Sixte, considéré comme le quartier général de la résistance est incendié par les soldats allemands, le 21 juin 1944

## Écologie et environnement

### Le village de Saint-Sixte
Le petit village de Saint-Sixte compte quelques maisons, une grande partie d'entre elles étant d'anciens corps de fermes, un château de plaisance en ruine, une chapelle, une ancienne église paroissiale et un cimetière, ce dernier est situé en dehors du village, à une extrémité du lac, sur la route qui mène au col des Mille Martyrs et l'étang des chartreux.

#### Le château (Villa Descours)

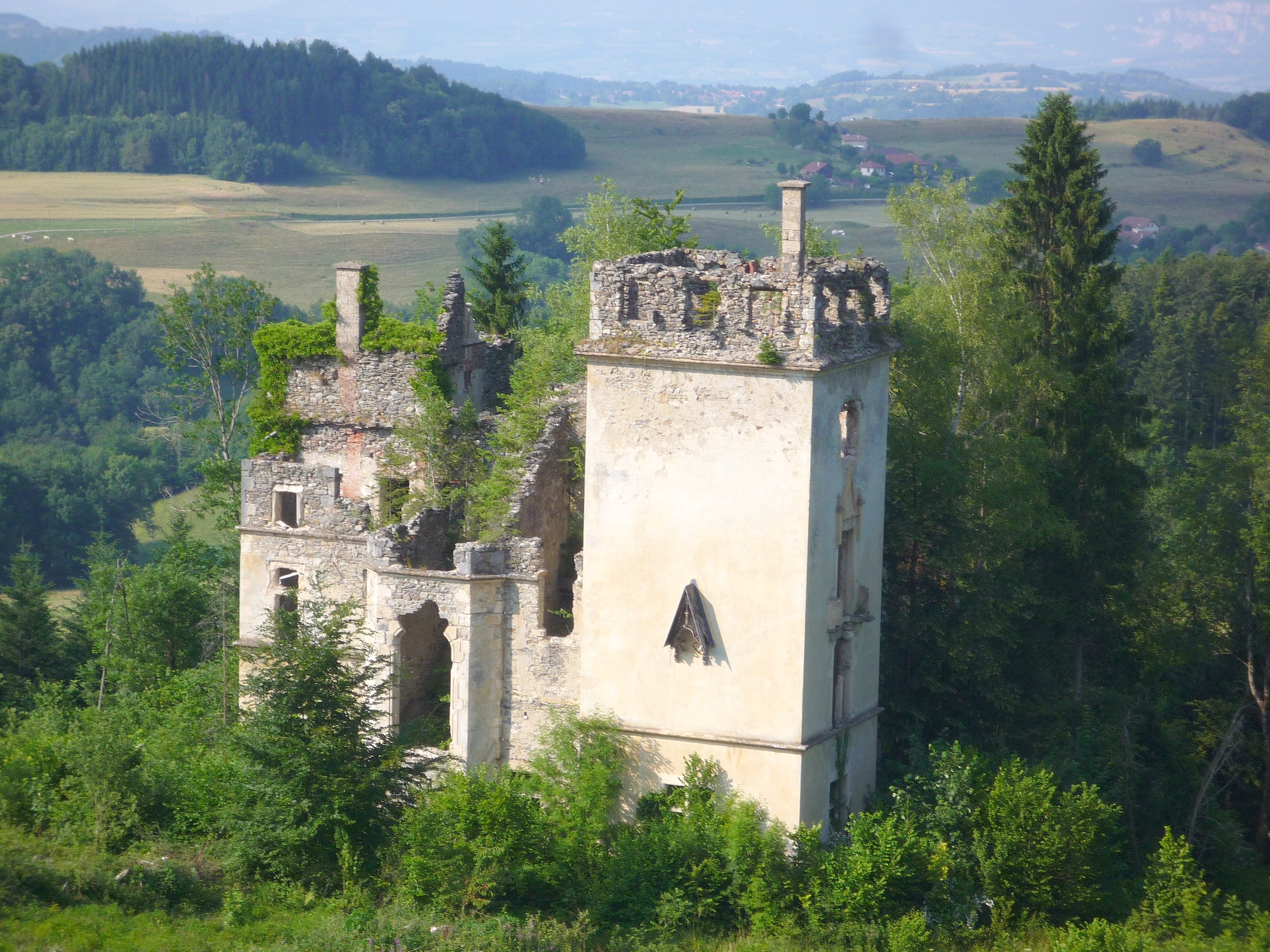
Ruines du château de Saint-Sixte

Ce château de plaisance, construit à la fin du XIXe siècle, est une imposante villa au style baroque. Elle aurait été, selon les sources, la résidence d'été de l'industriel lyonnais André Descours, fondateur du groupe Descours & Cabaud où celle de son frère Auguste Descours qui serait décédé dans l'enceinte du château en 1904.
Occupé par des maquisards durant la Seconde Guerre mondiale qui y auraient installé leur quartier général, le château a été incendié par les soldats de la Wehrmacht en représailles et n'a jamais été restauré depuis,.
D'imposantes ruines de cette demeure subsistent encore en 2018 et celles-ci sont visibles depuis les bois de Saint-Sixte sur une légère éminence située au-sud-est du village et du lac. On peut encore y constater des traces d'impacts de balles datant probablement de l'attaque allemande.

#### Les bâtiments religieux

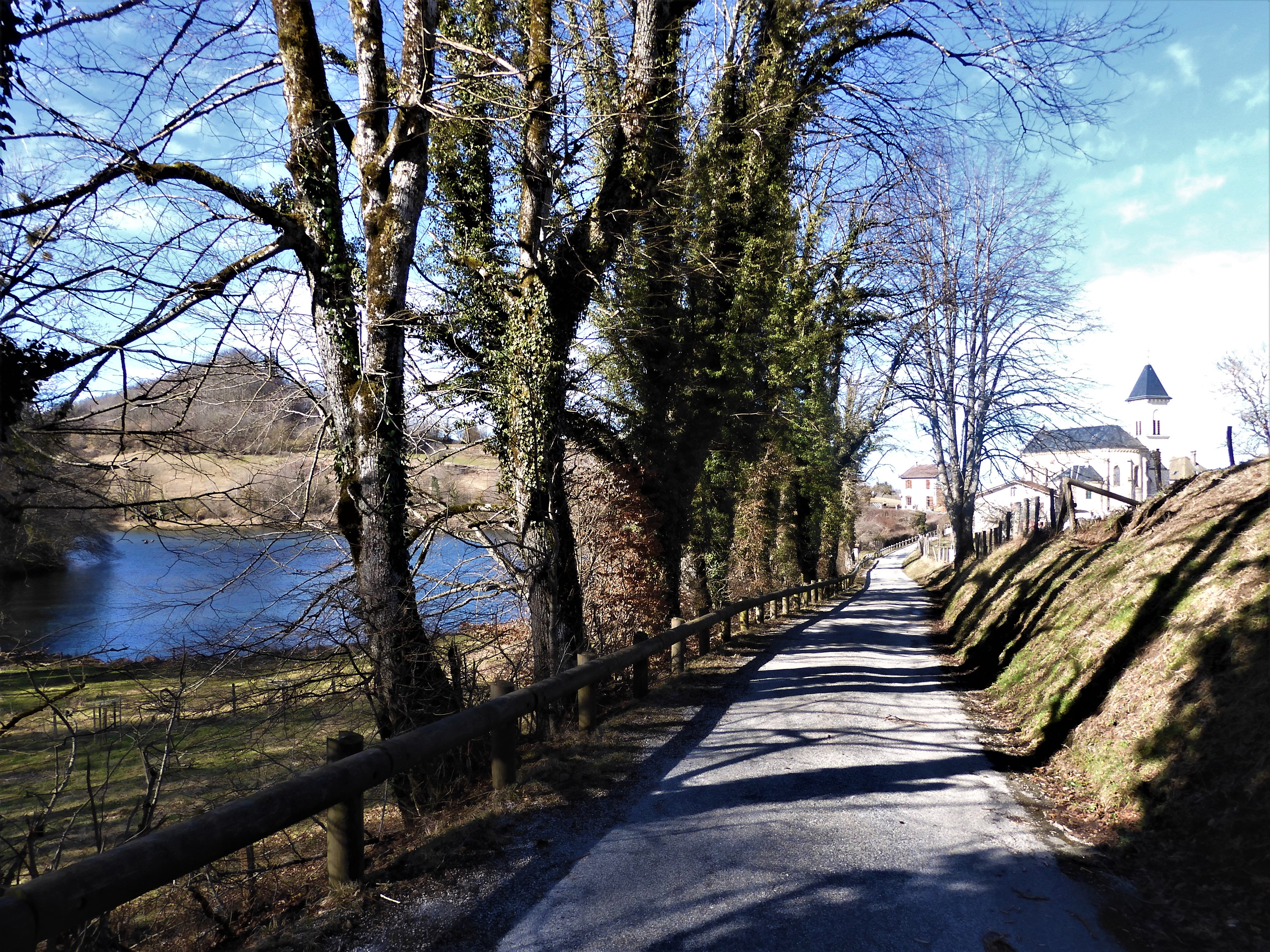
La route de Saint-Sixte (nord) et l'église en février 2022

Il ne faut confondre l'église du village, de conception récente et la très ancienne chapelle de ce hameau qui abrite une crypte encore visible en 2018.
- L'église

Érigée sur une colline dominant le lac, l'église de Saint-Sixte date du XIXe siècle
- La Chapelle et sa crypte

Une ancienne chapelle, construite à l'emplacement d'un temple romain dédié à Bacchus, abrite une petite crypte mérovingienne du IVe siècle. Celle-ci, située à proximité de l'actuelle église et dénommée localement « catacombes », sont protégées par une entrée grillagée,

### Faune et flore lacustre
Souvent considéré comme un grand étang, le lac est riche en végétation aquatique et semi-aquatique, et il est bordé de bois humides. Ce site, classé parmi les tourbières mixtes, correspond à une évolution progressive d'une tourbière alcaline vers une tourbière acide.

#### Faune

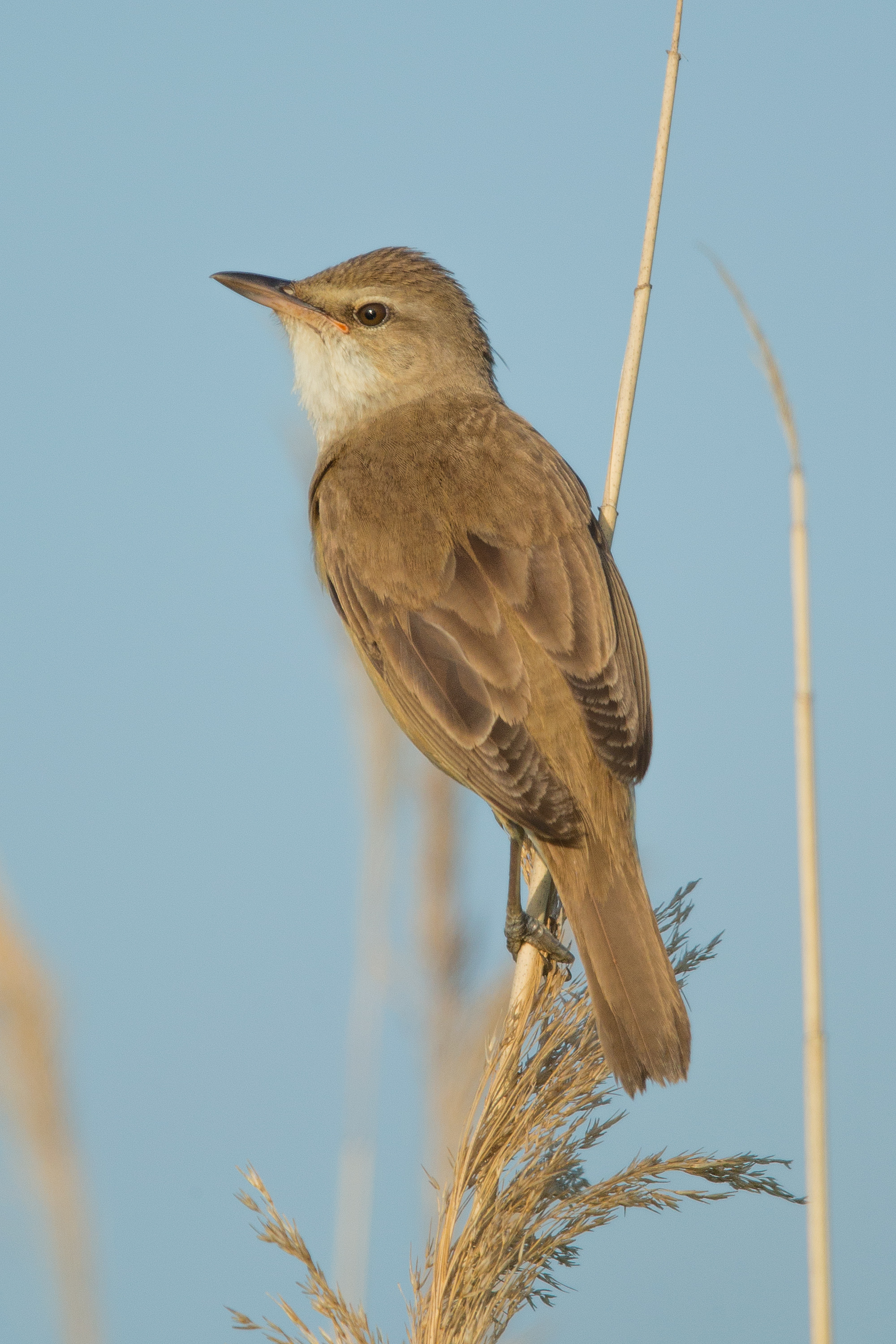
la rousserolle turdoïde

Selon le site de l'INPN, la ZNIEFF du « Lac et tourbière de Saint Sixte » abrite une espèce d'amphibien :
- le crapaud commun (Bufo Bufo)

Présent tout autour du lac, il s'agit de l'espèce de crapauds la plus répandue en Europe.
et une espèce d'oiseau :
- la rousserolle turdoïde (Acrocephalus arundinaceus)

Cet oiseau observé dans l'environnement du lac (mais dont la reproduction n'est pas déterminée) est inscrit sur la liste rouge des nicheurs menacées et par voie de conséquence, il s'agit d'une espèce protégée par la Loi. La protection de ses sites de reproduction et aires de repos interdit toute intervention sur ces milieux particuliers

#### Flore
Cette zone ébrite également des plantes telles que le Brachychiton et de nombreuses espèces de Phanérogames telles que la laîche paradoxale (Carex appropinquata), la laîche arrondie (Carex diandra), l'épipactis des marais (Epipactis palustris) et la linaigrette grêle (Eriophorum gracile), le nénuphar jaune (Nuphar lutea), le pédiculaire des marais (Pedicularis palustris) , la grande douve (Ranunculus lingua), l'orchidée dénommée Sérapias en cœur (Serapias cordigera) et enfin la fougère des marais (Thelypteris palustris) qui entoure entièrement le site.

## Le lac dans la culture artistique

### Le lac de Saint-Sixte dans la littérature

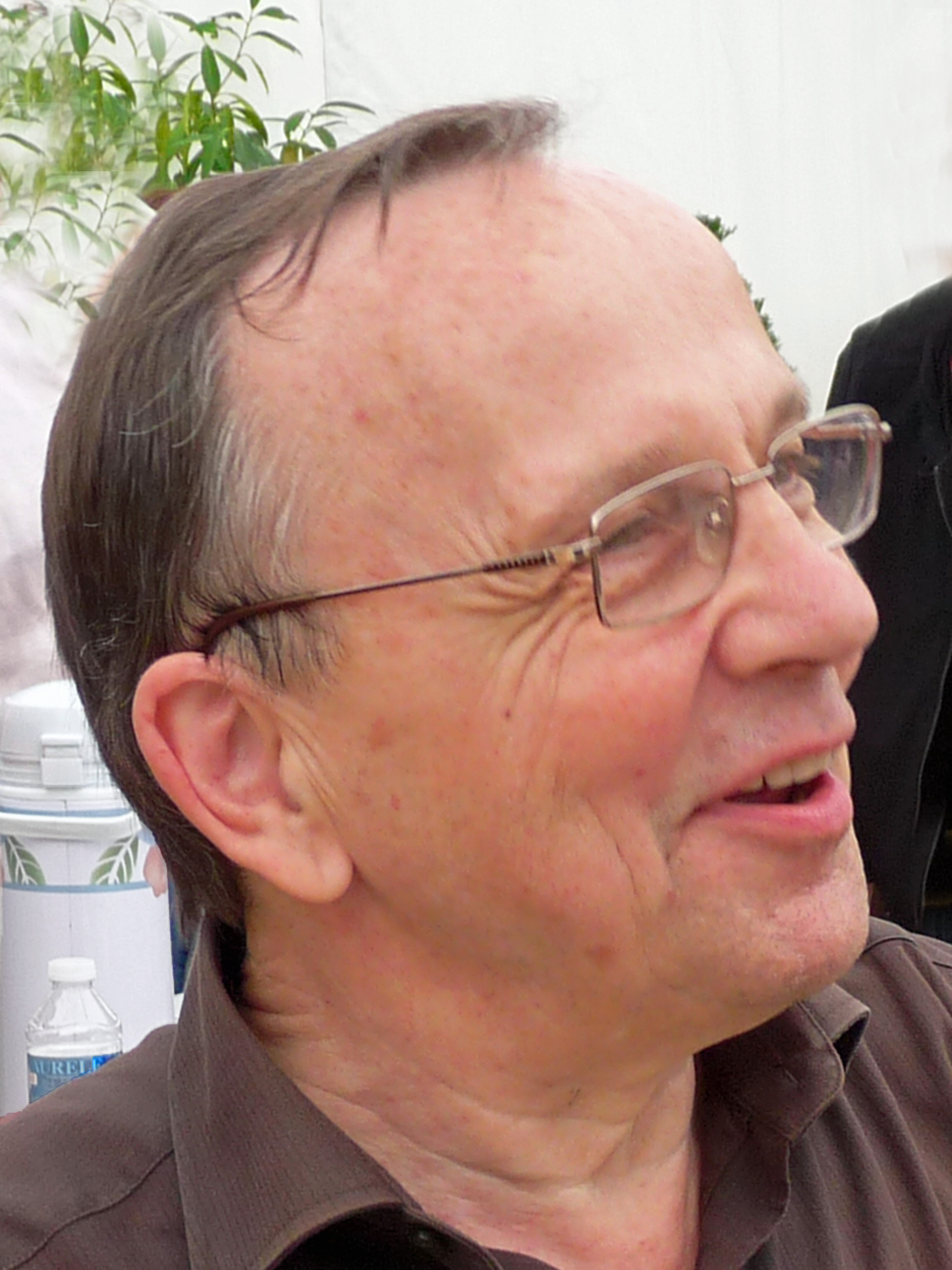
Christian Bobin

#### GeaideChristian Bobin
Ce court roman de 110 pages, publié en 1998 en 1998 par les éditions Gallimard, évoque, dès le début du récit le lac de Saint-Sixte : 
« 
Donc le sourire de Geai, noyée depuis deux mille trois cent quarante-deux jours dans le lac de Saint-Sixte, en Isère, commença à donner de plus en plus de lumière.  »
. Quelques lignes plus loin, l'auteur évoque le lac de façon plus précise :
« Le lac de Saint-Sixte est très sombre, même en été...//... Les eaux de Saint-Sixte sont d'un noir mauve, orageux, un noir comme dans les yeux des jaloux. »

### Galerie de photos

Quelques photos du lac et du hameau de Saint-Sixte
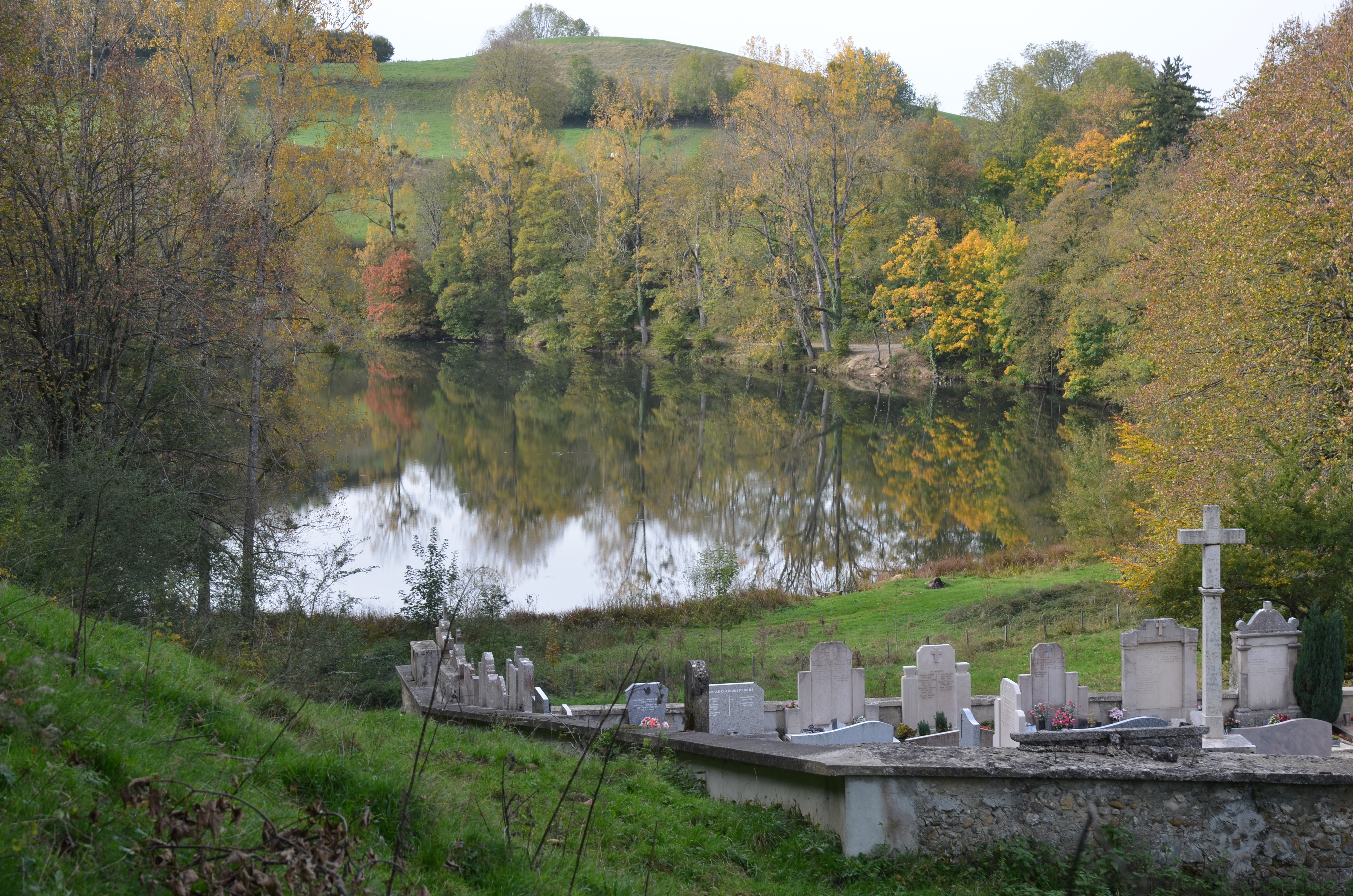
Lac et cimetière de Saint-Sixte
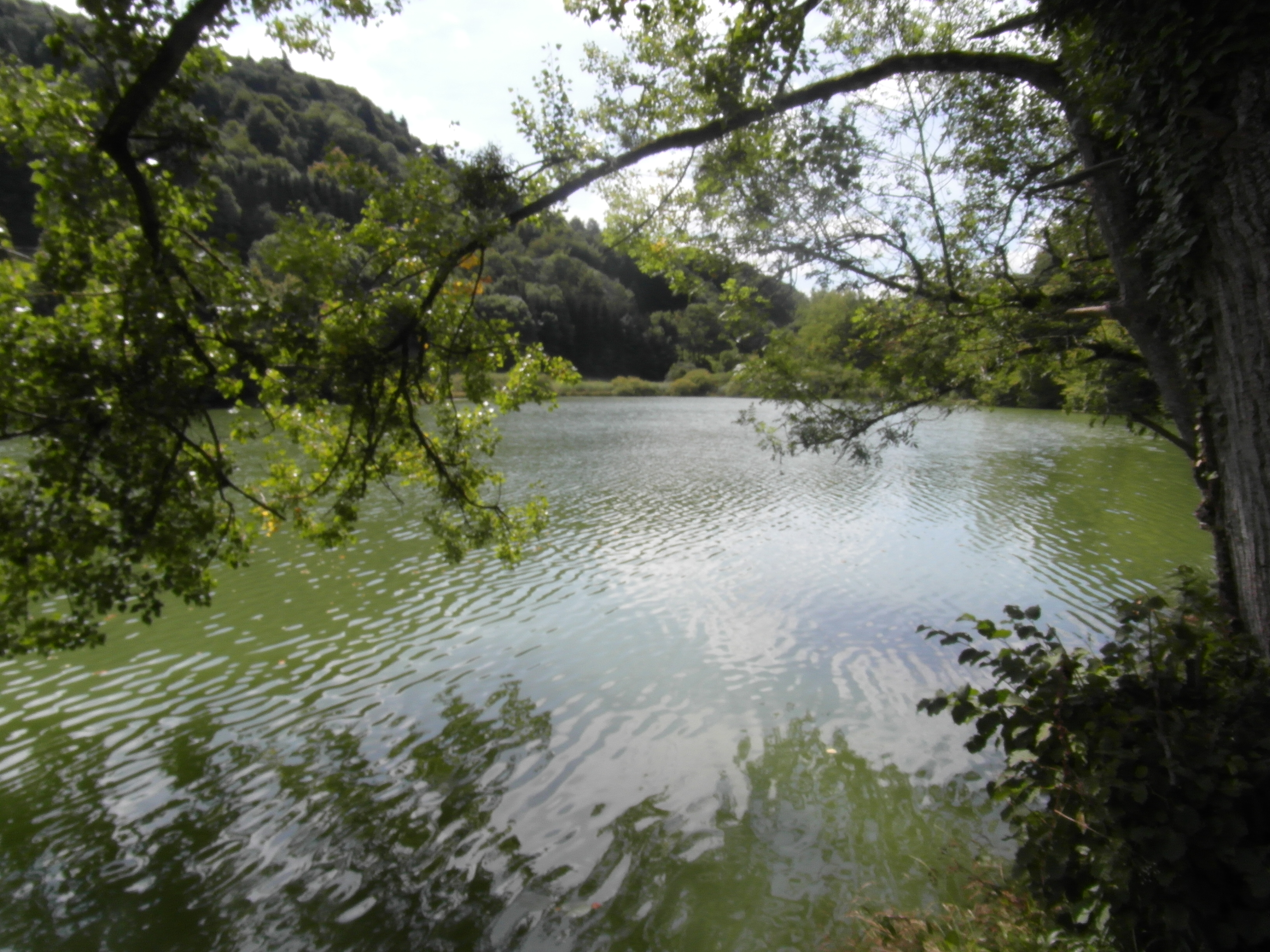
Lac de Saint-Sixte en 2013
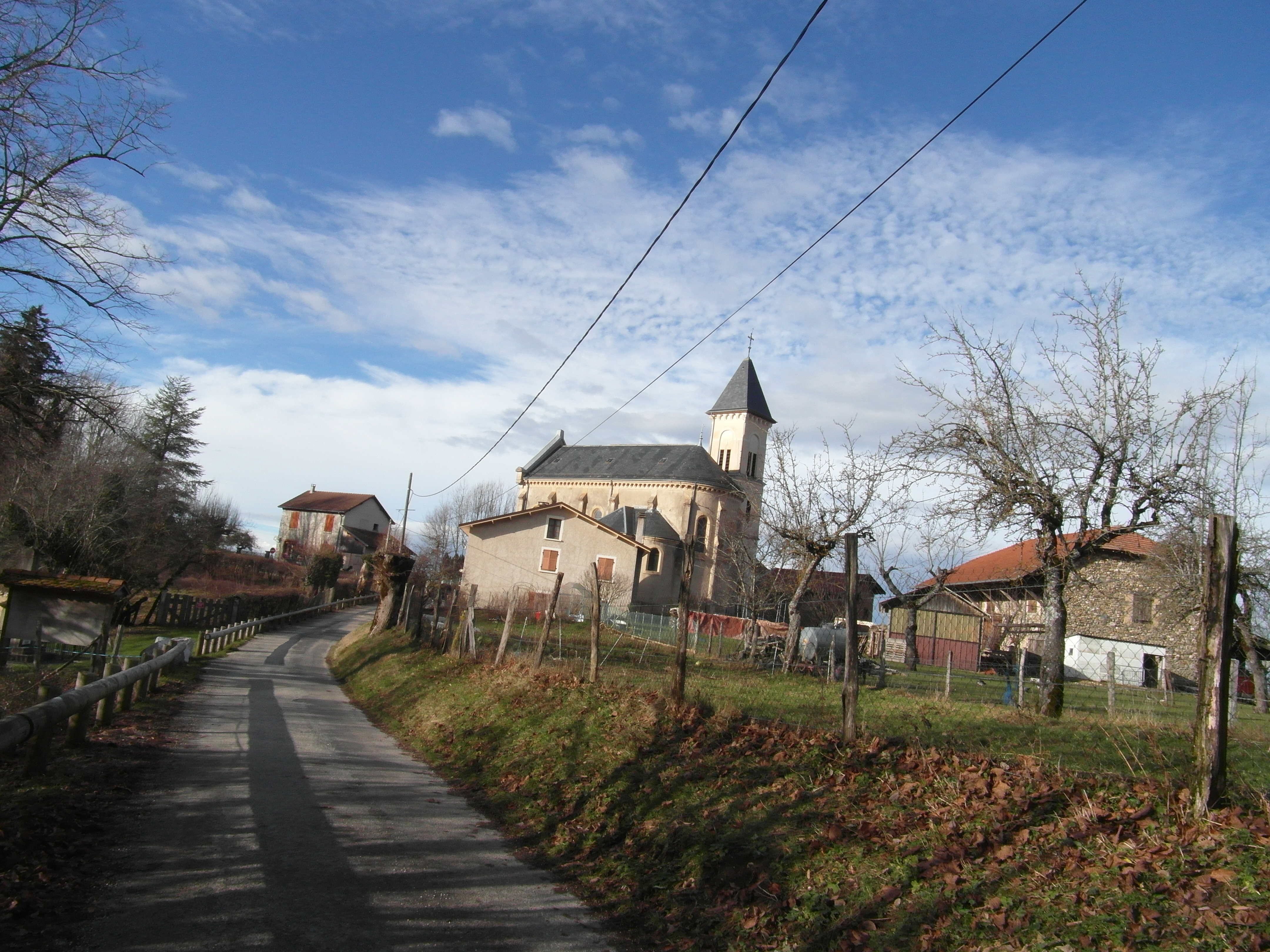
Village de Saint-Sixte
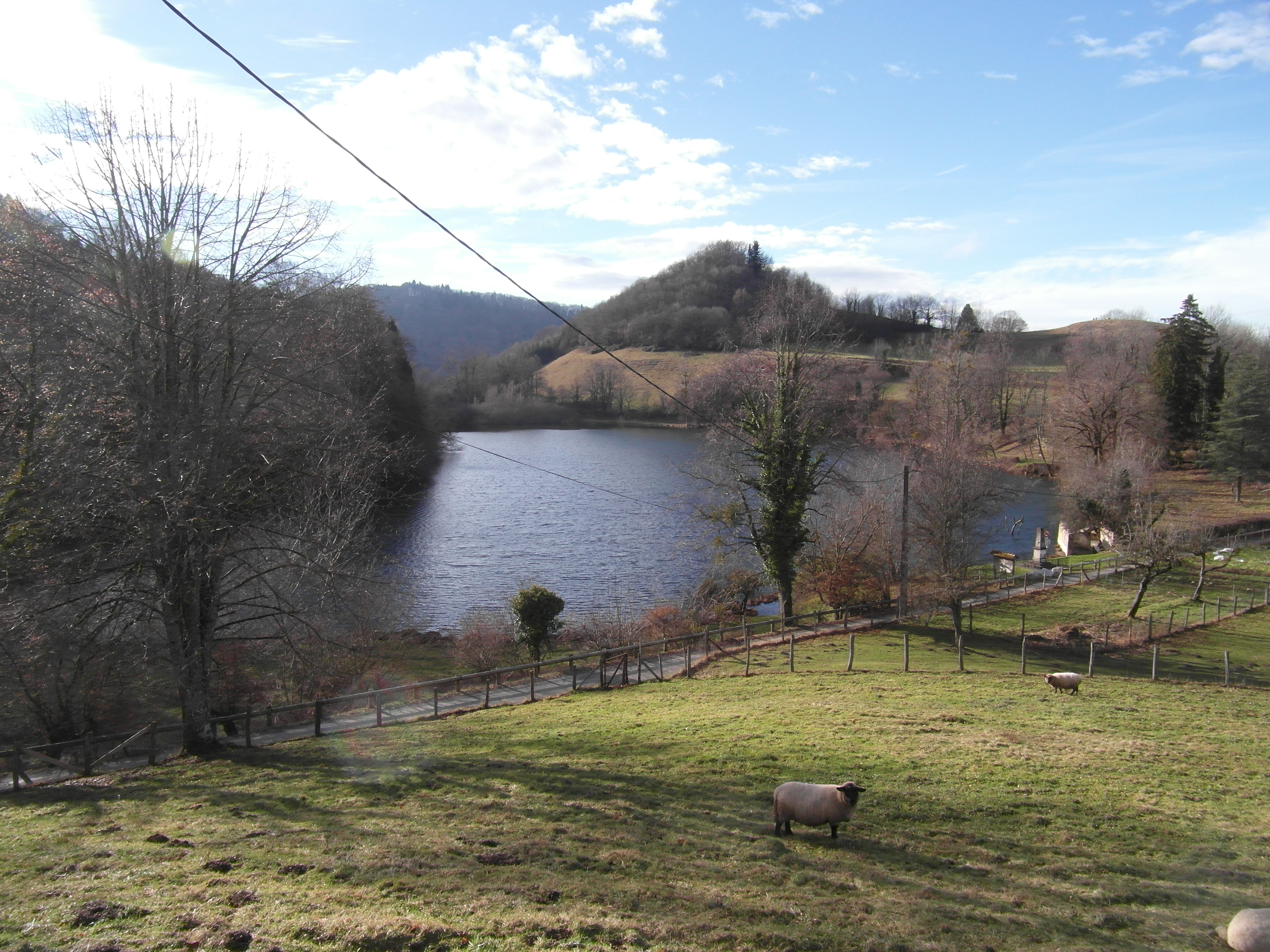
Lac de Saint-Sixte en 2018
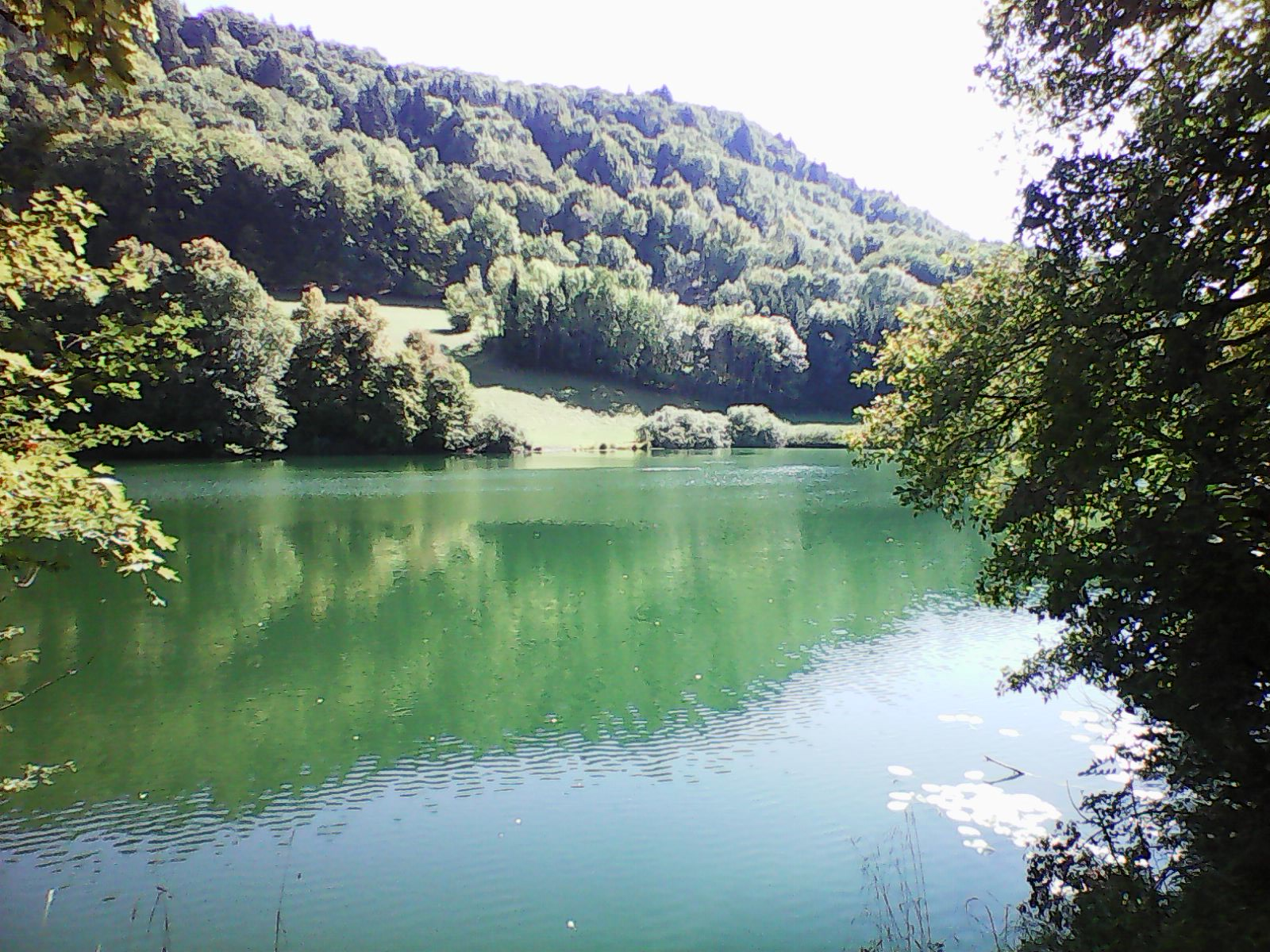
Lac de Saint-Sixte en automne